# 금양인터내셔날
주식회사 금양인터내셔날은 주류 수입 도매업을 하는 대한민국의 기업이다.

## 역사
1989년에 해태산업 수입주류 전문 자회사로 설립되었다.